# Дискографія Мака Демарко
Канадський автор-виконавець Мак Демарко записав 4 студійні альбоми, 2 концертних альбоми, 4 мініальбоми, 5 синглів і 5 музичних відео. Три студійних альбоми, 2 концертних, 1 мініальбом та 5 музичних кліпів були зроблені Демарко як сольним виконавцем, а один студійний альбом і три мініальбоми були записані у гурті Makeout Videotape.

## Альбоми

### Студійні альбоми
| Назва                                                                            | Деталі альбому                                                                                             | Найвищі позиції у чартах | Найвищі позиції у чартах | Найвищі позиції у чартах | Найвищі позиції у чартах | Найвищі позиції у чартах | Найвищі позиції у чартах | Найвищі позиції у чартах | Найвищі позиції у чартах | Найвищі позиції у чартах | Найвищі позиції у чартах | Продажі       | Сертифікації               |
| Назва                                                                            | Деталі альбому                                                                                             | CAN                      | AUS                      | BEL (Fla.)               | BEL (Wal.)               | FRA                      | IRE                      | NLD                      | SCO                      | UK                       | US                       | Продажі       | Сертифікації               |
| -------------------------------------------------------------------------------- | --- | ------------------------ | ------------------------ | ------------------------ | ------------------------ | ------------------------ | ------------------------ | ------------------------ | ------------------------ | ------------------------ | ------------------------ | ------------- | -------------------------- |
| Ying YangMV                                                                      | - Реліз: 13 грудня 2010 - Лейбл: незалежний реліз - Формат: LP, компакт-касета, цифрове завантаження       | —                        | —                        | —                        | —                        | —                        | —                        | —                        | —                        | —                        | —                        |               |                            |
| 2                                                                                | - Реліз: 16 жовтня 2012 - Лейбл: Captured Tracks - Формат: компакт-касета, цифрове завантаження, CD, LP    | —                        | —                        | —                        | —                        | —                        | —                        | —                        | —                        | —                        | —                        |               |                            |
| Salad Days                                                                       | - Реліз: 28 березня 2014 - Лейбл: Captured Tracks - Формат: цифрове завантаження, CD, LP, касета           | —                        | —                        | 94                       | 147                      | —                        | —                        | —                        | —                        | 90                       | 30                       | - США: 51,000 | - BPI: Silver - RIAA: Gold |
| This Old Dog                                                                     | - Реліз: 5 травня 2017 (Worldwide) - Лейбл: Captured Tracks - Формат: цифрове завантаження, CD, LP, касета | 27                       | 23                       | 72                       | 75                       | 144                      | 14                       | 48                       | 19                       | 21                       | 29                       |               | - BPI: Silver              |
| Here Comes the Cowboy                                                            | - Реліз: 10 травня 2019 - Лейбл: Mac's Record Label - Формат: цифрове завантаження, CD, LP, касета         | 24                       | 25                       | 22                       | 98                       | 112                      | 37                       | 42                       | 15                       | 23                       | 10                       | - США: 20,000 |                            |
| Five Easy Hot Dogs                                                               | - Реліз: 20 січня 2023 - Лейбл: Mac's Record Label - Формат: цифрове завантаження, стриминг                | —                        | —                        | 169                      | —                        | —                        | —                        | —                        | —                        | —                        | —                        |               |                            |
| One Wayne G                                                                      | - Реліз: 21 квітня 2023 - Лейбл: Mac's Record Label - Формат: цифрове завантаження, стриминг               | 38                       | —                        | —                        | —                        | 158                      | —                        | —                        | —                        | —                        | 56                       |               |                            |
| «—» релізи, що не потрапили у чарти або не були випущені у відповідних регіонах. | |                          |                          |                          |                          |                          |                          |                          |                          |                          |                          |               |                            |

### Концертні альбоми
| Назва                     | Деталі альбому                                                                            |
| ------------------------- | ----------------------------------------------------------------------------------------- |
| Live at Russian Recording | - Реліз: 23 липня 2013 - Лейбл: Jurassic Pop - Формат: касета                             |
| Live and Acoustic Vol. 1  | - Реліз: 8 листопада 2013 - Лейбл: Captured Tracks - Формат: цифрове завантаження, касета |

### Міні-LP
| Назва       | Деталі альбому                                                                                              | Найвищі позиції у чартах | Найвищі позиції у чартах | Найвищі позиції у чартах | Найвищі позиції у чартах | Найвищі позиції у чартах | Найвищі позиції у чартах | Найвищі позиції у чартах | Найвищі позиції у чартах | Найвищі позиції у чартах | Найвищі позиції у чартах | Продажі       |
| Назва       | Деталі альбому                                                                                              | AUS                      | BEL (Fla.)               | FRA                      | IRE                      | UK                       | US                       | US Alt.                  | US Indie                 | US Rock                  | US Taste                 | Продажі       |
| ----------- | --- | ------------------------ | ------------------------ | ------------------------ | ------------------------ | ------------------------ | ------------------------ | ------------------------ | ------------------------ | ------------------------ | ------------------------ | ------------- |
| Another One | - Реліз: 7 серпня 2015 - Лейбл: Captured Tracks - Format: CD, Міні-LP, компакт-касета, цифрове завантаження | 24                       | 120                      | 124                      | 56                       | 24                       | 25                       | 1                        | 1                        | 1                        | 2                        | - США: 13,000 |

### Збірки
| Назва                             | Деталі                                                                                              |
| --------------------------------- | --------------------------------------------------------------------------------------------------- |
| EyeballingMV                      | - Реліз: 2 листопада 2010 - Лейбл: незалежний реліз - Формат: цифрове завантаження                  |
| 2 Demos                           | - Реліз: 31 серпня 2013 - Лейбл: Captured Tracks - Формат: LP, компакт-касета, цифрове завантаження |
| Salad Days Demos                  | - Реліз: 17 червня 2014 - Лейбл: Captured Tracks - Формат: LP, компакт-касета, цифрове завантаження |
| Another (Demo) One                | - Реліз: 16 квітня 2016 - Лейбл: Captured Tracks - Формат: LP, компакт-касета                       |
| Old Dog Demos                     | - Реліз: 21 квітня 2018 - Лейбл: Captured Tracks - Формат: LP, компакт-касета                       |
| Here Comes the Cowboy Demos       | - Реліз: 28 серпня 2020 - Лейбл: Mac's Record Label - Формат: LP, цифрове завантаження              |
| Other Here Comes the Cowboy Demos | - Реліз: 29 серпня 2020 - Лейбл: Mac's Record Label - Формат: LP, цифрове завантаження              |

## Мініальбоми
| Назва                    | Деталі мініальбому                                                                             |
| ------------------------ | ---------------------------------------------------------------------------------------------- |
| Heat Wave!MV             | - Реліз: 30 квітня 2009 - Лейбл: незалежний реліз - Формат: цифрове завантаження, CD-R         |
| Eating Like a KidMV      | - Реліз: 1 січня 2010 - Лейбл: незалежний реліз - Формат: цифрове завантаження, CD-R           |
| Bossa YeyeMV             | - Реліз: 1 листопада 2010 - Лейбл: незалежний реліз - Формат: цифрове завантаження             |
| Rock and Roll Night Club | - Реліз: 13 березня 2012 - Лейбл: Captured Tracks - Формат: Digital download, CD, LP, Cassette |
| Some Other Ones          | - Реліз: 8 липня 2015 - Лейбл: незалежний реліз - Формат: цифрове завантаження, LP             |

## Сингли

### Як головний виконавець
| Назва                               | Рік  | Сертифікації                   | Альбом                   |
| ----------------------------------- | ---- | ------------------------------ | ------------------------ |
| «Only You»                          | 2012 |                                | Rock and Roll Night Club |
| «My Kind of Woman»                  | 2012 | - BPI: Silver - RIAA: Platinum | 2                        |
| «Young Blood»                       | 2013 |                                | Сингли поза альбомом     |
| «Honey Moon»                        | 2018 |                                | Сингли поза альбомом     |
| «Simply Paradise» (with Ryan Paris) | 2023 |                                | Сингли поза альбомом     |

### Як запрошений виконавець
| Назва                                                      | Рік  | Альбом          |
| ---------------------------------------------------------- | ---- | --------------- |
| «Nudista Mundial '89» (Alan Palomo featuring Mac De Marco) | 2023 | World of Hassle |

### Промо-сингли
| Назва                   | Рік  | Пікові позиції у чартах | Пікові позиції у чартах | Альбом                |
| Назва                   | Рік  | BEL                     | US Rock                 | Альбом                |
| ----------------------- | ---- | ----------------------- | ----------------------- | --------------------- |
| «My Old Man»            | 2017 | —                       | —                       | This Old Dog          |
| «This Old Dog»          | 2017 | —                       | —                       | This Old Dog          |
| «On the Level»          | 2017 | —                       | —                       | This Old Dog          |
| «One More Love Song»    | 2017 | —                       | —                       | This Old Dog          |
| «Nobody»                | 2019 | 111                     | 46                      | Here Comes the Cowboy |
| «All of Our Yesterdays» | 2019 | —                       | —                       | Here Comes the Cowboy |
| «On the Square»         | 2019 | —                       | 44                      | Here Comes the Cowboy |

## Інші пісні у чартах
| Назва                           | Рік  | Найвищі позиції у чартах | Найвищі позиції у чартах | Найвищі позиції у чартах | Найвищі позиції у чартах | Сертифікації                   | Альбом                |
| Назва                           | Рік  | US                       | US Rock                  | LIT                      | WW                       | Сертифікації                   | Альбом                |
| ------------------------------- | ---- | ------------------------ | ------------------------ | ------------------------ | ------------------------ | ------------------------------ | --------------------- |
| «Freaking Out the Neighborhood» | 2012 | —                        | —                        | —                        | —                        | - BPI: Silver - RIAA: Gold     | 2                     |
| «Chamber of Reflection»         | 2014 | —                        | —                        | —                        | —                        | - BPI: Silver - RIAA: Platinum | Salad Days            |
| «Salad Days»                    | 2014 | —                        | —                        | —                        | —                        | - RIAA: Gold                   | Salad Days            |
| «For the First Time»            | 2017 | —                        | —                        | —                        | —                        | - RIAA: Gold                   | This Old Dog          |
| «On the Square»                 | 2019 | —                        | 44                       | —                        | —                        |                                | Here Comes the Cowboy |
| «Heart to Heart»                | 2019 | 83                       | 7                        | 68                       | 184                      | - RIAA: Platinum               | Here Comes the Cowboy |

## Музичні відео
| Назва                         | Рік  | Режисер                     |
| ----------------------------- | ---- | --------------------------- |
| «Exercising with My Demons»   | 2011 | Evan Prosofsky              |
| «Only You»                    | 2012 | Evan Prosofsky              |
| «She's Really All I Need»     | 2012 | Pierce McGarry              |
| «European Vegas»              | 2012 | Angus Borsos                |
| «Rock and Roll Night Club»    | 2012 | Jason Harvey                |
| «Ode to Viceroy»              | 2012 | Jasper Baydala              |
| «Dreamin'»                    | 2013 | Jason Harvey                |
| «My Kind of Woman»            | 2013 | Alex Lill                   |
| «Passing Out Pieces»          | 2014 | Pierce McGarry              |
| «Chamber of Reflection»       | 2014 | Невідомий                   |
| «This Guy's in Love with You» | 2014 | Невідомий                   |
| «Another One»                 | 2015 | Mac DeMarco                 |
| «I Was a Fool to Care»        | 2016 | Невідомий                   |
| «It's Gonna Be Lonely»        | 2016 | Jim Larson                  |
| «This Old Dog» (video 1)      | 2017 | Mac DeMarco                 |
| «One Another»                 | 2017 | Pierce McGarry              |
| «This Old Dog» (video 2)      | 2017 | Rachel Rossin               |
| «On the Square»               | 2019 | William Sipos & Sean Campos |

## Нотатки
↑ Випущено як Makeout Videotape
1. ↑  2 не потрапив у чарт Billboard 200; але посів 26 місце у чарті US Top Heatseekers[13].
2. ↑  United States sales figures for Another One as of August 2015.[34]